# Пийт Агню
Питър „Пийт“ Агню (на английски: Peter "Pete" Agnew) е шотландски бас китарист.
През 1961 г. основава групата Shadettes, чийто членове през 1968 г. сформират групата Назарет.
Освен в албумите на Назарет, Агню участва в записването на соловите проекти на Дан Маккафърти – „Dan MacCaferty“ (1975) и „Into the ring“ (1987).
През 1999 г. към групата Назарет се присъединява сина на Пийт – Лий Агню, който замества на барабаните Даръл Суит.
В средите на руските привърженици на Назарет съществува легенда, че Пийт Агню е роден в СССР, като Пьотър Огньов (на руски: Пётр Огнёв) и впоследствие емигрира във Великобритания. Агню многократно опровергава тази информация.